# Héctor Abad Faciolince
Héctor Abad Faciolince (Medellín, 1958) é um escritor e jornalista colombiano. Abad é considerado um dos maiores escritores do continente da era pós boom latino-americano, mais conhecido por seu romance best seller Angosta.

## Vida
Héctor Abad Faciolince nasceu e cresceu na cidade de Medellín (Colômbia), sendo o único menino entre cinco irmãs, filho de Cecília Faciolince e Héctor Abad Gómez. Seu pai era um proeminente médico, professor universitário, e ativista dos direitos humanos cuja visão holística da saúde que o levaram a fundar o Escola Nacional de Saúde Pública da Colombia.
Após se formar em uma escola gerenciada pela Opus Dei, Abad mudou-se para Cidade do México em 1978, onde seu pai trabalhava como Conselheiro Cultural na Embaixada Colombiana no México. Durante esse período, ele participou de oficinas de literatura, escrita criativa e poesia em La Casa del Lago, o primeiro  centro cultural da Universidade Nacional Autônoma do México localizado fora de seu campus.
Em 1979, Abad volta para Medellín e prosseguiu os estudos em Filosofia e Literatura na Universidade Pontifícia Bolivariana. Mais tarde, em 1982, ele foi expulso da Universidade por escrever um irreverente artigo contra o Papa. Ele então mudou-se para a Itália e completou seus estudos em Línguas e Literaturas Modernas na Universidade de Turim, em 1986. Abad graduou-se com honras summa cum laude, e a sua tese sobre o romance "Três Tristes Tigres", de Guillermo Cabrera Infante foi premiada com "Dignitá di Stampa" (uma distinção especial que, literalmente, significa "digno de publicação").
Abad voltou para sua cidade natal na Colômbia em 1987, porém ainda naquele ano seu pai foi assassinado por paramilitares, em um crime que chocou a Colômbia. Abad também foi ameaçado de morte e teve que voltar imediatamente para a Europa; primeiro para a Espanha e, em seguida, para a Itália, onde residiu por cinco anos. Na Itália, Abad trabalhou como professor de espanhol na Universidade de Verona até 1992. Neste momento, ele também trabalhava traduzindo obras literárias de italiano para espanhol. Suas traduções, de Giuseppe Tomasi di Lampedusa (A Sirene e Escritos Selecionados(, Gesualdo Bufalino (Qui Pro Quo) e Umberto Eco (Notas para O Nome da Rosa) foram bem recebidas criticamente. Ele também traduziu inúmeras obras de Italo Calvino, Leonardo Sciascia, Primo Levi, e Natalia Ginzburg. Ao voltar para a Colômbia, Abad foi nomeado diretor do Diário da Universidade de Antioquia (1993-1997). Abad foi um colunista de prestígio em jornais e revistas na Colômbia, como a Revista Cromos, La Hoja, El Malpensante, Revista da Semana, e a Revista Cambio, a último co-fundada pelo autor vencedor do Prêmio Nobel, Gabriel García Márquez. Ele também trabalhou como jornalista para os jornais El Mundo, El Colombiano, e El Espectador. Ele é um colaborador regular de outros jornais e revistas latino-americanos e espanhóis.
Abad dá palestras em diversas universidades em todo o mundo, incluindo a Universidade de Columbia, Universidade Estadual da Pensilvânia, Universidade de Verona, da Universidade de Turim, Universidade de Cagliari, da Universidade de Bolonha, e a Universidade de Florença. Ele também foi professor da Università del Piemonte Orientale em Vercelli. Premiado com a prestigiada bolsa Deutscher Akademischer Austauschdienst (DAAD), Abad viveu em Berlim entre 2006 e2007. Mais tarde, ele retornou para Medellín e foi nomeado editor-chefe de imprensa da Universidade EAFIT. Desde Maio de 2008, Abad tem sido um membro do conselho editorial de El Espectador, o mais antigo jornal na Colômbia.
Abad é ateu.

## Prêmios
- 1980.  Prêmio Nacional Colombiano de Contos por Piedras de Silencio
- 1996. Bolsa Nacional de Escrita do Ministério da Cultura Colombiana por Fragmentos de Amor Furtivo.
- 1998. Prêmio Simón Bolívar de Jornalismo.
- 2000. 1º Prêmio Casa de América, em Inovação Narrativa Americana por Basura.
- 2004. Melhor Livro do Ano em Língua Espanhola (República Popular da China) porAngosta.
- 2006. Deutscher Akademischer Austauschdienst
- 2007. Prêmio Nacional do Livro; Libros & Letras por El Olvido que Seremos.
- 2007. Prêmio Simón Bolívar de Jornalismo.
- 2010. Casa de América Latina, Lisboa
- 2012. WOLA-Duke University Human Rights Book Award

## Obras
- Malos Pensamientos (1991)
- Asuntos de un Hidalgo Disoluto (1994)
- Receitas de Amor para Mulheres Tristes - no original Tratado de culinaria para mujeres tristes (1996)
- Fragmentos de amor furtivo - no original Fragmentos de amor furtivo (1998)
- Os dias de Davanzati - no original Basura (2000)
- Palabras Sueltas (2002)
- Oriente Empieza en El Cairo (2002)
- Angosta - A cidade do futuro - no original Angosta (2004)
- Somos o esquecimento que seremos - no original El Olvido que seremos (2005)
- Las Formas de la Pereza y Otros Ensayos (2007)
- El Amanhecer de un Marido (2008)
- Traiciones de la Memoria (2009)
- Testamento involuntario (2011)
- Oculta (2015)